# Bellstedt
Bellstedt är en kommun och ort i Kyffhäuserkreis i förbundslandet Thüringen i Tyskland.
Kommunen ingår i förvaltningsgemenskapen Ebeleben tillsammans med kommunerna Abtsbessingen, Ebeleben, Freienbessingen, Holzsußra och Rockstedt.